# ジャンパオロ・ジュリアーニ
ジャンパオロ・ジュリアーニ（1947年5月11日 - ）は、イタリアの元技師である。2009年のラクイラ地震の際に自身のラドンガスの放射の研究に基づき、地震の予測をしていたことで知られるようになった。

## 経歴
1971年から1984年までカンポ・インペラトーレで研究技師として働いていて、1984年から1990年にはグランサッソ天文台で働いていた。彼はグラン・サッソ国立研究所でも働いていた。

## ラクイラ地震
2009年3月29日、彼はラドン放出の測定により，スルモーナで 6時間から24 時間以内に大きなマグニチュードの地震が起こると言った。3月30日にラクイラを襲ったM4.0 の地震以降，この地震の余震を含め，地震の発生率が高まり、これらが原因となって住民の間には本格的なパニックが持ち上がる危険性が高くなってきていた。彼の地中ラドンガス濃度を計測した結果や地震が起きるとする情報は，市民の間でも若い世代を中心によく知られていた。